# The People's Couch
The People's Couch è un programma televisivo statunitense d'intrattenimento, trasmesso su Bravo e in onda dall'8 ottobre 2013. Il programma è basato sul format britannico Gogglebox.

## Format
Il programma presenta delle famiglie, gruppi di amici e colleghi che riuniti sul divano della propria abitazione reagiscono ai programmi televisivi visti in quel momento.

## Edizioni
| Edizione | Inizio          | Fine             | Puntate | Telespettatori |
| -------- | --------------- | ---------------- | ------- | -------------- |
| 1ª       | 8 ottobre 2013  | 4 luglio 2014    | 21      |                |
| 2ª       | 7 ottobre 2014  | 24 novembre 2014 | 8       |                |
| 3ª       | 6 ottobre 2015  | 24 novembre 2015 | 8       |                |
| 4ª       | 15 gennaio 2016 | 26 maggio 2016   | 20      |                |